# Psoralea clementii
Psoralea clementii är en ärtväxtart som beskrevs av Karel Domin. Psoralea clementii ingår i släktet Psoralea och familjen ärtväxter. Inga underarter finns listade i Catalogue of Life.